# إدارة الحوادث (حاسوب)
إدارة الحوادث (مكتبة البنية التحتية لتقانة المعلومات) (بالإنجليزية: Incident management (ITIL))‏ هي ممارسة استعادة الخدمات في أسرع وقت ممكن بعد وقوع أي حادث. وهو مكون رئيسي لدعم خدمة مكتبة البنية التحتية لتقانة المعلومات، وإدارة حوادث مكتبة البنية التحتية لتقانة المعلومات هي عملية تفاعلية. يمكن من خلالها استخدام المراسلة الفورية لتشخيص الإجراءات وتصعيدها لاستعادة الخدمة. وهي ليست إجراءً استباقيًا.
إدارة حوادث تكنولوجيا المعلومات هي واحدة من العمليات الأساسية لمكتب المساعدة. ، ستتعرف في هذا الدليل على أساسيات إدارة الحوادث ومكوناتها والأدوار والمسؤوليات المعنية وكيف تعمل إدارة الحوادث مع الأقسام الأخرى في مكتب الخدمة.
ما هو حادث تكنولوجيا المعلومات؟
حادث تكنولوجيا المعلومات هو أي تعطيل لخدمات تكنولوجيا المعلومات في المؤسسة قد يؤثر على مستخدم واحد أو الشركة بأكملها . باختصار, الحادث هو أي شيء يقطع استمرارية الأعمال.
ما هي إدارة حوادث تكنولوجيا المعلومات؟
إدارة الحوادث هي عملية إدارة اضطرابات خدمة تكنولوجيا المعلومات واستعادة الخدمات ضمن اتفاقيات مستوى الخدمة المتفق عليها (SLAs).
يبدأ نطاق إدارة الحوادث عند قيام المستخدم بالإبلاغ عن مشكلة وينتهي مع عضو فريق مكتب الخدمة الذي يقوم بحل هذه المشكلة.

## العملية
تعمل إدارة الحوادث بشكل متوافقة مع مكتب الخدمة ، وهو نقطة الاتصال الوحيدة لجميع المستخدمين الذين يتواصلون مع قسم تكنولوجيا المعلومات. عندما تتعطل الخدمة أو تفشل في تقديم الأداء الموعود خلال ساعات الخدمة العادية ، لإعادة الخدمة إلى التشغيل الطبيعي بصورة منظمة.

## مراحل إدارة الحوادث
تساعد الإدارة الناجحة للحوادث في عملية جمع المعلومات حول الحوادث وجعلها أقل فوضوية. كما يمكن لفرق مكتب الخدمة نشر النماذج في بوابة الخدمة الذاتية للمستخدم لضمان جمع جميع المعلومات ذات الصلة في وقت إنشاء البلاغ.
المرحلة التالية في إدارة الحوادث هي تصنيف الحوادث وتحديد أولوياتها. لا يساعد هذا فقط في فرز البلاغات الواردة ولكن أيضا يضمن أن يتم توجيه البلاغات إلى الفنيين الأكثر تأهيلا للعمل على هذه المسألة. يساعد تصنيف الحوادث أيضا نظام مكتب الخدمة على تطبيق اتفاقيات مستوى الخدمة الأكثر ملاءمة للحوادث وإبلاغ تلك الأولويات للمستخدمين النهائيين. بمجرد تصنيف الحادث وتحديد أولوياته ، يمكن للفنيين تشخيص الحادث وتزويد المستخدم النهائي بقرار.
تتيح عملية إدارة الحوادث عند تمكينها باستخدام الأتمتة ذات الصلة لفرق مكتب الخدمة مراقبة الامتثال لاتفاقيات مستوى الخدمة ، وإرسال إشعارات إلى الفنيين في حالة احتمالية انتهاك الاتفاقية؛ يمتلك الفنيون أيضا خيار تصعيد انتهاكات الاتفاقية عن طريق تكوين التصعيدات الآلية ، بناء على الحادث. يقدم الفني للمستخدم حل دقيق للمشكلة بعد تشخيصها، ويستطيع حينها أن يقوم المستخدم النهائي بالتحقق من الحل واعتماده. تضمن هذه العملية متعددة الخطوات حل أي مشكلة في تكنولوجيا المعلومات تؤثر على استمرارية الأعمال في أقرب وقت ممكن.
كيفية تصنيف الحوادث
يمكن تصنيف الحوادث في بيئة تكنولوجيا المعلومات من خلال طرق مختلفة. بعض العوامل التي تؤثر على تصنيف الحوادث تشمل أهمية الحادث وشدة تأثيره على المستخدمين أو الأعمال بشكل عام. يساعد تصنيف وفرز حوادث تكنولوجيا المعلومات على تحديد الحوادث وتوجيهها إلى الفني المناسب، مما يوفر الوقت والجهد. على سبيل المثال ، يمكن تصنيف الحوادث على أنها حوادث رئيسية أو ثانوية بناء على تأثيرها على الأعمال وأهميتها. عادة ما تكون الحوادث الرئيسية هي تلك التي تؤثر على الخدمات ذات الأهمية التجارية ، وبالتالي تؤثر على المنظمة بأكملها ، وتحتاج إلى قرارات فورية. أما الحوادث البسيطة فهي عادة ما تؤثر على مستخدم واحد أو قسم ، وقد يكون لها حل موثق بالفعل.

## دورة حياة إدارة حوادث تكنولوجيا المعلومات
قد تكون هذه العمليات بسيطة أو معقدة بناء على نوع الحادث ؛ كما قد تتضمن أيضا العديد من اجراءات سير العمل والمهام بالإضافة إلى العملية الأساسية الموضحة أعلاه.
تسجيل الحوادث
يمكن تسجيل الحادث من خلال المكالمات الهاتفية ورسائل البريد الإلكتروني والرسائل القصيرة ونماذج الويب الموجودة في بوابة الخدمة الذاتية أو عبر رسائل الدردشة المباشرة.
تصنيف الحوادث
يمكن تصنيف الحوادث وفرزها على أساس مجال تكنولوجيا المعلومات أو الأعمال التجارية التي سببت الحادثة اضطراباً فيه مثل الشبكة والأجهزة وما إلى ذلك.
تحديد أولويات الحوادث
يمكن تحديد أولوية الحادث على على حسب تأثيره وأهميته باستخدام مصفوفة الأولوية. يشير تأثير الحادث إلى درجة الضرر الذي ستسببه المشكلة للمستخدم أو العمل. بينما تشير الأهمية الملحة للحادث إلى الوقت الذي يجب فيه حل الحادث. بناء على الأولوية ، يمكن تصنيف أولوية الحوادث على أنها:
·      حرجة
·      مرتفعة
·      متوسطة
·      منخفضة
توجيه الحادث وتعيينه لفني محدد
بمجرد تصنيف الحادث وتحديد أولويته، يتم توجيهه تلقائياً إلى فني ذي خبرة بنفس مجال الحادث.
إنشاء وإدارة المهام
بناء على صعوبة الحادث، يمكن تقسيمه إلى مجموعة من الأعمال الفرعية أو المهام. يتم إنشاء المهام عادة عندما تتطلب معالجة الحوادث مساهمة فنيين متعددين من مختلف الإدارات.
إدارة اتفاقية مستوى الخدمة والتصعيد
يجب أن يضمن الفني عدم انتهاك اتفاقية مستوى الخدمة بينما يقوم بتسوية الحادث. وتتضمن هذه الاتفاقية الوقت المقبول الذي يتم فيه الاستجابة للحادث وإيجاد حل له. يمكن تعيين العديد من اتفاقيات مستوى الخدمة للحوادث بناء على مقاييسها مثل الفئة والتأثير والأهمية ومقدم البلاغ وما إلى ذلك . وفي الحالات التي يوشك فيها انتهاك اتفاقية مستوى الخدمة أو يتم انتهاكها بالفعل، يمكن تصعيد الحادث وظيفياً أو تسلسلياً لضمان حلها في أٌقرب وقت.
تسوية الحادث
يتم تسوية الحادث عندما يتوصل الفني إلى حل مؤقت أو حل دائم للمشكلة.
إغلاق الحادث
يمكن إغلاق الحادث بمجرد حل المشكلة وإقرار المستخدم بفعالية وكفاءة الحل.
مراجعة ما بعد الحادث
بعد إغلاق الحادث، يعتبر توثيق جميع الدروس المستفادة من هذا الحادث من الممارسات الجيدة. يساعد ذلك بشكل أفضل على إعداد فرق للتصدي للحوادث المستقبلية وإعداد عملية إدارية أكثر كفاءة لتسوية الحوادث. يمكن تقسيم عملية المراجعة بعد الحوادث إلى جوانب مختلفة، كما هو موضح أدناه، وهي تكون مفيدة بشكل خاص للحوادث الكبرى.
مصفوفة التصعيد

## المهام في إدارة الحوادث
يتم تصميم موظفي مكتب الخدمة على أنهم دعم من المستوى الاول ، والذي يتضمن الأنشطة التالية:
- تحديد الحادث
- تسجيل الحادث
- تصنيف الحادث
- تحديد أولويات الحوادث
- التشخيص الأولي
- التصعيد ، حسب الضرورة ، إلى المستوى الثاني من الدعم
- قرار الحادث
- إغلاق الحادث
- التواصل مع مجتمع المستخدمين طوال فترة وقوع الحادث